# Майкл Беррі
Майкл Беррі (англ. Michael Burry, транскр.: [ˈbɜːri], 19 червня 1971 року, Сан-Хосе) — американський лікар, фінансист, засновник і менеджер гедж-фонду Scion Capital, LLC, яким він керував з 2000 до 2008 роки. Нині займається особистими інвестиціями.

## Біографія
Майкл Беррі народився у 1971 році. У віці двох років втратив ліве око через ретинобластому і відтоді носить протез.
Навчався у старшій школі «Санта-Тереза» в Сан-Хосе, Каліфорнія. Він вивчав економіку та медицину в Каліфорнійському університеті, продовжив навчання в медичній школі (факультеті) Університету Вандербільта, штат Теннессі. Згодом повернувся до Каліфорнії й улаштувався на роботу до Стенфордського шпиталю. У вільний від роботи час вивчав інвестування.
Він залишив роботу у шпиталі і 2000 року заснував гедж-фонд Scion Capital.
Беррі 2005 року був одним із найперших інвесторів у світі, хто пророкував, що «бульбашка» на ринку нерухомості лусне вже у 2007 році, і заробив на цьому. Чистий прибуток його гедж-фонду за період з 1 листопада 2000 року і по червень 2008 року склав 489,34 %, після чого він його ліквідував. Тепер він не залучає сторонніх інвесторів, а інвестує тільки свої гроші.
Майкл Беррі проживає в Каліфорнії з дружиною й дітьми. Синові Беррі поставлено діагноз синдром Аспергера. Сам Майкл, на його думку, також схильний до цього захворювання.
У серпні 2022 року продав майже всі свої акції та інвестував тільки в компанію Geo Group, яка займається мережею психіатричних клінік та приватних тюрем.

## У попкультурі

### Книги
- Грегорі Цукерман. The Greatest Trade Ever: How John Paulson Bet Against The Markets and Made $ 20 Billion (2009)[5]

- Майкл Льюїс. «Гра на пониження» (2010)

### Кіно
- У фільмі «Гра на пониження» (2015), що знятий за однойменною книгою, Майкла Беррі грає Крістіан Бейл.